# Chilocorinae
Chilocorinae là một phân họ bọ rùa trong họ Coccinellidae.

## Hình ảnh

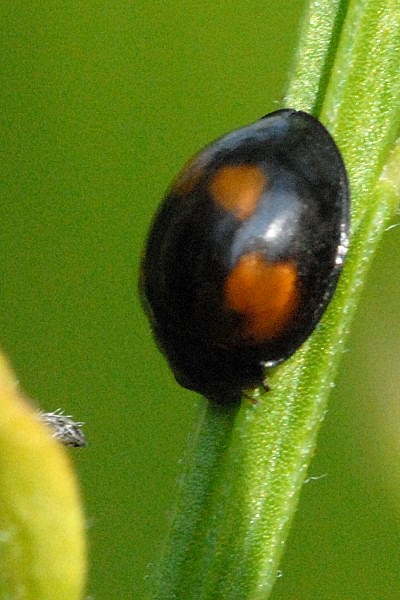
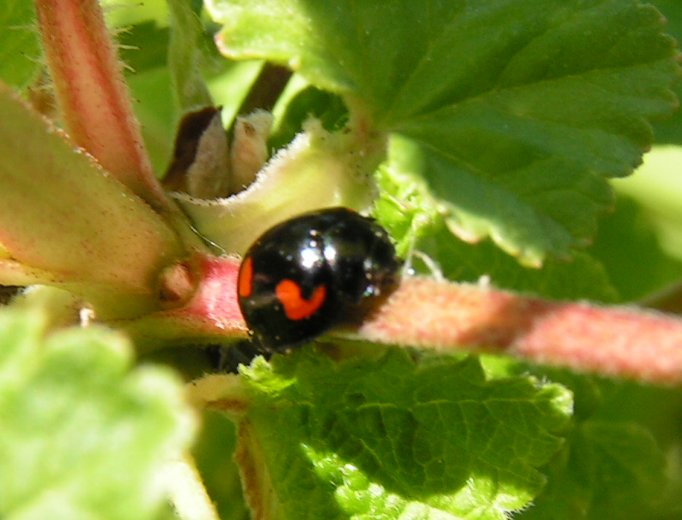
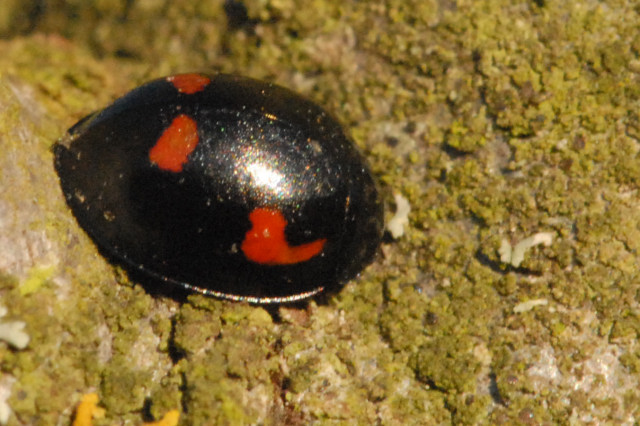
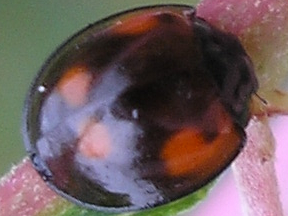

## Các chi
Tông Chilocorini
| - Anisorcus - Arawana - Axion - Brumoides - Brumus - Chilocorus - Cladia - Curinus - Egius - Endochilus - Exochomus | - Halmus - Harpasus - Orcus - Parapriasus - Phaenochilus - Priasus - Priscibrumus - Simmondsius - Trichorcus - Xanthocorus - Zagreus |

| Tông Platynaspidini - Crypticolus - Platynaspis | Tông Telsimiini - Hypocyrema - Telsimia |